# Orgedeuil
Orgedeuil är en kommun i departementet Charente i regionen Nouvelle-Aquitaine i västra Frankrike. Kommunen ligger  i kantonen Montbron som ligger i arrondissementet Angoulême. År 2022 hade Orgedeuil 208 invånare.

## Befolkningsutveckling
Antalet invånare i kommunen Orgedeuil
Referens:INSEE